# Psettodes
Psettodes är ett släkte av fiskar. Psettodes är enda släktet i familjen Psettodidae som ingår i ordningen plattfiskar.
Släktets medlemmar förekommer i havet väster om Afrika samt i Indiska oceanen och i Stilla havet. Hos vuxna exemplar vandrar ett öga nästan över till den motsatta kroppssidan men det stannar på huvudets topp. Vilket öga vandrar kan variera. I motsats till andra plattfiskar simmar de med ryggen uppåt. Ryggfenan börjar en bra bit bakom ögonen. Den största arten, Psettodes erumei, når ibland en längd av 64 cm.
Arter enligt Catalogue of Life och Fishbase:
- Psettodes belcheri
- Psettodes bennettii
- Psettodes erumei